# Moviment per l'Alliberament de São Tomé i Príncipe/Partit Socialdemòcrata
El Moviment per a l'Alliberament de São Tomé i Príncipe/Partit Social Demòcrata (MLSTP/PSD) (portuguès: Movimento de Libertação de São Tomé e Príncipe/Partido Social Democrata) és un dels principals partits polítics de São Tomé i Príncipe.

## Història

### Primers anys
L'organització, anomenada en els seus inicis "Comitè per a l'Alliberament de São Tomé i Príncipe", va ser fundada el 1960 com un grup d'independentistes que s'oposaven a la dominació colonial portuguesa. El 1961 es van unir a la Conferência das Organizações Nacionalistas das Colónias Portuguesas, organització diversos grups comunistes i socialistes que també lluitaven contra l'Imperi Portuguès a Àfrica. Finalment, el CLSTP va establir la seva base al veí Gabon, a l'Àfrica continental. Manuel Pinto da Costa, que es convertiria en el primer president d'un Estat independent de São Tomé i Príncipe, va ser nomenat cap de l'organització. Amb tot, el 1972 el CLSTP es va convertir en el MLSTP.
Després de la Revolució dels Clavells en abril de 1974, el nou govern de Portugal va acordar la descolonització de l'arxipèlag. Més tard, aquest mateix any, el MLSTP va ser reconegut com l'únic representant legítim del poble santomenc.

### Independència i govern
Després d'un breu període constituent, es van celebrar eleccions per al nou Parlament, amb una victòria total del MLSTP, que va assolir els 16 escons de la cambra.

Bandera del MLSTP que fou adoptada per São Tomé e Príncipe quan es va independitzar

La independència de São Tomé i Príncipe es va proclamar el 12 de juliol de 1975, amb Manuel Pinto da Costa com a president i Miguel Trovoada com a Primer Ministre. La Constitució promulgada el 12 de desembre lliurava de manera efectiva el poder absolut al President i declarava que el MLSTP era l'únic partit polític legal en l'arxipèlag.
Durant les dècades de 1970 i 1980, el MLSTP i per tant, el govern de São Tomé i Príncipe, van desenvolupar forts vincles amb Cuba, la República Popular Xina, la República Democràtica Alemanya i l'URSS. Això es va deure a la forta influència socialista del MLSTP, així com de la resta de moviments d'alliberament nacional similars que van sorgir arreu d'Àfrica.

### Transició cap al pluripartidisme
A la fi de 1989, una facció dins del MLSTP es va embarcar en una transició cap a un sistema multipartidista, després d'un debat sorgit en una Conferència Nacional de l'organització. L'agost de 1990 es va aprovar en referèndum una nova Constitució redactada pel Comitè Central del MLSTP.
Al Congrés del MLSTP celebrat en octubre de 1990, Carlos Graça va ser nomenat nou Secretari General, rellevant del càrrec Manuel Pinto da Costa. Aquest Congrés va portar, a més, una modificació del nom de l'organització, passant des de llavors a anomenar-se Moviment per a l'Alliberament de Sao Tomé i Príncipe / Partit Social Demòcrata. En un Congrés Extraordinari del MLSTP/PSD celebrat en maig de 1998, Manuel Pinto da Costa va ser escollit per unanimitat com a president del Partit, càrrec que va ocupar fins a 2005.
En la clausura del IV Congrés del MLSTP/PSD, celebrat en febrer de 2005, l'ex-Primer Ministre Guilherme Posser da Costa va ser elegit president del MLSTP-PSD, succeint Pinto da Costa. Va haver-hi 708 vots a favor de Posser da Costa, que era l'únic candidat, i tres vots en contra.
Al juny de 2008, després que el Primer Ministre Patrice Trovoada fos destituït després d'una moció de censura, el president Fradique de Menezes va demanar al MLSTP/PSD que formés govern. No obstant això, aquesta proposta va desembocar en una sèrie d'inestabilitats polítiques al país, ja que l'ADI denuncià la designació del MLSTP/PSD per formar govern com a inconstitucional, argumentant que era legislativament massa tard per fer-ho, i es va dur l'assumpte al Tribunal Suprem de Justícia.
Actualment, el MLSTP/PSD manté relacions amistoses amb partits polítics d'altres països de parla portuguesa, entre els quals es troben el dretà Partit Social Demòcrata (PSD) de Portugal i el Moviment Popular per a l'Alliberament d'Angola.

## Participació en les darreres eleccions
En les primeres eleccions democràtiques, celebrades en gener de 1991, el partit va sofrir una forta derrota obtenint solament el 30,5% dels vots i 21 dels 55 escons vàlids de l'Assemblea Nacional.
Les eleccions locals de desembre de 1992 van donar com a resultat el control de cinc de les set províncies pel MLSTP-PSD. A les eleccions legislatives de 1994, el partit va rebre el 37% dels vots i reconquistà el control de l'Assemblea Nacional amb 27 dels 55 escons, una més del que calia per a obtenir la majoria. A les eleccions de març de 1995 el partit va vèncer en les eleccions a la nova assemblea de set escons de l'illa de Príncipe.
Manuel Pinto de la Costa va concórrer com candidat del MLSTP/PSD a les eleccions presidencials de 1996. En la primera volta va acabar segon endarrere de Miguel Trovoada, obtenint el 39% dels vots. En el segon torn va ser derrotat per Trovoada, qui va obtenir el 52,7% dels vots.
A les eleccions legislatives de 1998, el MLSTP/PSD va obtenir el 50,6% dels vots i va augmentar la seva majoria en l'Assemblea Nacional pujant de 27 a 31 escons.
A les eleccions presidencial de 2001, Manuel Pinto de la Costa va intentar retornar a la presidència, però va ser derrotat per Fradique de Menezes pel 55,2% contra el 40%.
A les eleccions legislatives de març de 2002 el MLSTP va mantenir el status de major partit a l'Assemblea Nacional, però per només un escó de més. El partit va rebre el 39,6% dels vots i va guanyar 24 dels 55 escons.
A les eleccions legislatives de 26 de març de 2006, el partit va acabar segon darrere de la coalició Moviment de la Força pel Canvi Democràtic-Partit de Convergència Democràtica (MDFM-PCD), obtenint 20 dels 55 escons, a més d'això, el partit va optar per no indicar un candidat presidencial a les eleccions de 30 de juliol de 2006, preferint unir-se a una coalició de partits que recolzaven Patrice Trovoada, de l'Acció Democràtica Independent (ADI). Va ser derrotat pel president Fradique de Menezes, obtenint el 38,82% dels vots contra el 60,58% de Menezes.
A les eleccions legislatives d'agost de 2010 el MLSTP fou novament el segon partit més votat darrere l'ADI, i va obtenir 21 escons. En 2011 Pinto da Costa va obtenir finalment la presidència del país, encara que oficialment es presentava com a independent.

## Resultats electorals

### Eleccions presidencials
| Any  | Candidat                        | Vots     | %        | Vots     | %        | Resultat |
| Any  | Candidat                        | 1a volta | 1a volta | 2a volta | 2a volta | Resultat |
| ---- | ------------------------------- | -------- | -------- | -------- | -------- | -------- |
| 1996 | Manuel Pinto da Costa           | 13,627   | 37.7%    | 17,820   | 47.3%    | Derrota  |
| 2001 | Manuel Pinto da Costa           | 18,762   | 39.98%   | –        | –        | Derrota  |
| 2006 | Suport a Patrice Trovoada (ADI) | 22,339   | 38.8%    | –        | –        | Derrota  |
| 2011 | Aurélio Martins                 | 2,445    | 4.06%    | –        | –        | Derrota  |
| 2016 | Maria das Neves                 | 16,828   | 24.31%   | –        | –        | Derrota  |
| 2021 | Guilherme Posser da Costa       | 16,829   | 20.75%   | 33,557   | 42.46%   | Derrota  |

### Eleccions legislatives
| Any  | Líder                     | Vots   | %      | Escons  | +/– | Pos. |
| ---- | ------------------------- | ------ | ------ | ------- | --- | ---- |
| 1975 | Manuel Pinto da Costa     |        |        | 16 / 16 | Nou | Nou  |
| 1980 | Manuel Pinto da Costa     |        |        | 40 / 40 | 24  | = 1r |
| 1985 | Manuel Pinto da Costa     |        |        | 51 / 51 | 11  | =    |
| 1991 | Manuel Pinto da Costa     | 12,090 | 30.5%  | 21 / 55 | 30  | 2n   |
| 1994 | Manuel Pinto da Costa     | 10,782 | 42.53% | 27 / 55 | 6   | 1r   |
| 1998 | Manuel Pinto da Costa     | 14,785 | 50.8%  | 31 / 55 | 4   | =    |
| 2002 | Manuel Pinto da Costa     | 15,618 | 39.56% | 24 / 55 | 7   | =    |
| 2006 | Guilherme Posser da Costa | 15,733 | 30.21% | 20 / 55 | 4   | 2n   |
| 2010 | Joaquim Rafael Branco     | 22,510 | 32.09% | 21 / 55 | 1   | =    |
| 2014 | Joaquim Rafael Branco     | 16,573 | 24.71% | 16 / 55 | 5   | =    |
| 2018 | Joaquim Rafael Branco     | 31,634 | 40.32% | 23 / 55 | 7   | =    |
| 2022 | Jorge Bom Jesus           | 25,287 | 32.73  | 18 / 55 | 5   | =    |